# Харку (озеро)
Озеро Харку (ест. Harku järv) розміщується на заході Таллінна, в районі Хааберсті, за 3 км від моря. Площа озера — 1,638 км², глибина до 2,5 метрів.
До нашої ери на місці озера Харку було Балтійське море, проте у зв'язку з підйомом земної поверхні море відступило, та утворилось озеро. Вода в озері багата на кисень, на дні озера дво-триметровий шар мулу. Озеро Харку приваблює рибалок, оскільки в озері водяться лящ, плотва, окунь, щука, лінь, йорж, верховодка, вугор та інші види риб. Озеро також приваблює любителів викупатись та зайнятись водним спортом. Коли озеро вкрито товстим шаром льоду, люди приходять сюди кататись на ковзанах чи ловити рибу.